# Luke McDaniel
Luke Jeffersen McDaniel (* 3. Februar 1927 in Ellisville, Mississippi; † 27. Juni 1992 in Mobile, Alabama), auch als Jeff Daniels bekannt, war ein US-amerikanischer Country- und Rockabilly-Sänger.

## Leben

### Kindheit und Jugend
Luke McDaniel wurde als eines von vier Kindern des Ehepaars Jesse und Viola McDaniel geboren. Mitte der 1930er Jahre ließen sich seine Eltern scheiden, fortan lebte McDaniel bei seiner Mutter in Ellisville. Mit 14 machte er seinen Schulabschluss und arbeitete dann in einer Baumwollfabrik. Schon damals wurde er von Ernest Tubb und Cowboy Copas beeinflusst. Nachdem er eine gebrauchte Mandoline erworben hatte, brachte er sich das Spielen selbst bei. Seine erste Band gründete er mit Howard Overstreet (Gitarre) und Red Davis (Kontrabass).

### Karriere
McDaniels und seine Band bekamen bald eine morgendliche Radioshow. Kurz danach begann er mit den Country-Musikern Curley Fox und Texas Ruby eine Tournee. 1950 jedoch rief er seine eigene Band wieder ins Leben; der Stil seiner Tour-Partner hatte ihm nicht gefallen. Er stellte sich bei den Trumpet Records in Jackson, Mississippi vor. Nachdem er ein paar Titel im Stil von Hank Williams geschrieben hatte, wurde seine erste Platte veröffentlicht. Der Titel Whoa Boy wurde sein erster Hit, der unter anderem auch von Red Smith gecovert wurde.
1953 trat er, ein paar Monate vor dessen Tod, mit Hank Williams gemeinsam in Biloxi auf. Nebenbei hatte er verschiedene Radio- und Fernsehauftritte. Da er bei Trumpet nicht sein zugesagtes Honorar bekam, vermittelte Jack Cardwell McDaniel an die King Records. Zur selben Zeit zog er nach Mobile, Alabama. Er bestritt erste Auftritte in der Louisiana Hayride, wo er den jungen Elvis Presley traf. Inspiriert durch Presley schrieb er unter dem Pseudonym Earl Lee das Rockabilly-Stück Midnight Shift, das von Buddy Holly aufgenommen wurde. Nicht nur beruflich, sondern auch privat ging es aufwärts. McDaniel heiratete Louis Marilyn Laurell, mit der er später insgesamt zehn Kinder haben sollte, von denen jedoch eins im Kindesalter starb.

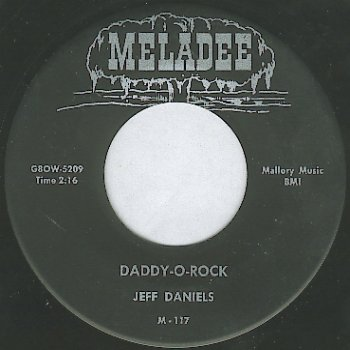
Daddy-O Rock, 1956

Da er mit King jedoch Streitigkeiten begann, wechselte er zu den Meladee Records. Dort schwenkte er zum populären Rockabilly und veröffentlichte fortan unter dem Namen Jeff Daniels seine Singles. Sein erster Rockabilly-Titel, Daddy-O Rock, erschien 1956. 1956 und 1957 hielt er bei den legendären Sun Records in Memphis, Tennessee zwei Sessions ab; die Aufnahmen wurden jedoch aufgrund einer Meinungsverschiedenheit mit dem Besitzer Sam Phillips nie veröffentlicht. Danach konzentrierte McDaniel sich auf seinen Job beim Radio. Nachdem er sich hatte scheiden lassen, musste er seine Musik-Karriere endgültig aufgeben, da er nun seine Kinder zu versorgen hatte. Daher gründete er eine Spedition. Erst als seine Kinder erwachsen waren, trat er ab 1980 wieder auf und nahm   unter dem Pseudonym  „The Field Hand“ einige neue Titel auf auf.

## Diskografie
als Luke McDaniel
- 1952: Whoa Boy / Tribute To Hank Williams
- 1953: A Tribute To Hank Williams, My Buddy / This Cryin’ Heart
- 1953: Drive On / Let Me Be A Souvenir
- 1953: I Can’t Go / For Old Times Sake
- 1954: The Automobile Song / I Can’t Steal Another’s Bridge
- 1954: Honey Won’t You Please Come Home / Crying My Heart Out For You
- 1954 Money Bag Woman / Hurts Me So
- 1955: One More Heart / Living In A House Of Sin

als Jeff Daniels
- 1956: Daddy-O Rock / Hey Woman!
- 1959: Switch Blade Sam / You’re Still On My Mind
- 1959: Uh-Huh-Huh / Table For Two
- 1961: Foxy Dan / Some Day You’ll Remember
- 1971: Foxy Dan / Bye Bye Baby
- 1971: Hard Luck / Johnny’s
- 1971: I Tried / I’m Tired Of These Country Ways

als The Field Hand
- 1979: She Gives Me Love / Black River
- 1979: Switch Blade Sam  / You’re Still On My Mind
- 1979: You're Still On My Mind / Midnight Raven
- 1983: Tonight It’s Right / Hard On Fools

Unveröffentlichte Sun-Titel
- Go Ahead Baby
- Huh Babe
- High High High
- My Baby Don’t Rock
- That’s What I Tell My Heart